# Il re di New York
Il re di New York è una commedia teatrale scritta da Bruno Tabacchini e Biagio Izzo. È stata portata in scena per la prima volta nel 2008 con la regia di Claudio Insegno.

## Trama
Biagio e Teresa Montemarano ereditano da uno zio americano un ristorante a Little Italy  chiamato "Il Re di Mergellina". I due fratelli sono intenzionati a vendere il locale ma senza aver avuto una proposta economica sufficiente, tanto che Biagio ha intenzione tenere il ristorante per riattivarlo.
Un giorno però si presenta un uomo di nome Nick Spasiano intenzionato a comprare il ristorante per due milioni di dollari. La straordinaria proposta fa cambiare idea a Biagio che si convince a vendere.
In seguito però una ragazza di nome Angy Lo Cicero entra nel locale dicendo a Biagio di lavorare per lui come prostituta. Biagio rimane sbigottito ad una rivelazione del genere e viene a sapere dalla donna che il fantomatico zio organizzava un traffico di donne nel locale.
Ma improvvisamente si presenta un famigerato gangster di nome Luke Cardillo intenzionato anch'egli a comprare lo stabile per cinque milioni di dollari. Tutto questo interesse per il ristorante suscita un sospetto in Biagio, infatti Angy rivela all'uomo che nel locale si trovi una stanza segreta nella quale si troverebbero montagne di lingotti d'oro. A questa rivelazione Biagio decide di tenere il locale cambiandone il nome ne "Il Re di New York", tenendo però nascosto il segreto alla sorella.
La decisione di non vendere il locale fa infuriare Nick Spasiano e Luke Cardillo, infatti il primo si presenta nel locale con una pistola rivelandosi anche lui un malavitoso e minacciando Biagio puntandogli contro la pistola, ma Angy nel tentativo di salvare Biagio muove una lampada azionando un passaggio segreto che lascia intrappolato Nick.
Però Scott Bandiera detto Colt, il socio di Nick, viene a cercare il suo capo senza però trovarlo, così Angy gli fa credere che Biagio abbia ucciso Spasiano.
In seguito all'"omicidio" di Nick, Biagio acquista la reputazione di Boss attirando verso di sé il rispetto delle bande criminali e dello stesso Luke Cardillo che gli propone di fare società con lui.
Luke poi racconta a Biagio di una rapina ad un furgone portavalori a cui parteciparono Luke, Nick e lo zio di Biagio, e del bottino di questa che fu nascosta nel ristorante.
Improvvisamente però Angy tira fuori una pistola rivelandosi un'agente federale, così aiutata da altri agenti arresta Luke e Nick.
In seguito all'accaduto Biagio e Teresa riscuotono la ricompensa di sette milioni di dollari per aver aiutato le forze dell'ordine tornando così in Italia insieme ad Angy, che nel frattempo si è fidanzata con Biagio.

## Produzione
Le ballerine sono:
- Loretta Paoletti
- Elisabetta Persia
- Giusy Pepe
- Bianca Sucia

Le musiche sono di Paolo Belli. Lo spettacolo è stato registrato il 12 novembre 2008 al Teatro Cilea di Napoli ed è di Biagio Izzo e Bruno Tabacchini.